# Erlabrück (Steinwiesen)
Erlabrück ist ein Gemeindeteil des Marktes Steinwiesen im Landkreis Kronach (Oberfranken, Bayern).

## Geographie
Die Einöde liegt am rechten Ufer der Rodach. Die Bundesstraße 173 führt nach Hammer bei Wallenfels (1,8 km östlich) bzw. an Zeyern vorbei nach Oberrodach (4,1 km südwestlich). Die Staatsstraße 2207 führt am Eisenhammer vorbei nach Steinwiesen (2,8 km nordöstlich).

## Geschichte
Der Ort wurde in der ersten Hälfte des 20. Jahrhunderts auf dem Gemeindegebiet von Steinwiesen gegründet.

### Einwohnerentwicklung
| Jahr      | 001925 | 001950 | 001961 | 001970 | 001987 |
| Einwohner | 5      | 14     | 7      | 3      | 4      |
| Häuser    | 1      | 1      | 1      |        | 1      |
| Quelle    | [ 6 ]  | [ 7 ]  | [ 8 ]  | [ 9 ]  | [ 1 ]  |

## Religion
Der Ort ist römisch-katholisch geprägt und war ursprünglich nach Mariä Geburt (Steinwiesen) gepfarrt. Im Jahr 1930 folgte die Umpfarrung nach St. Leonhard (Zeyern).